# Russische Heraldik

Wappen der Russischen Föderation (2000)

Die russische Heraldik war auf die westeuropäische Heraldik ausgerichtet. Diese verbreitete sich über Polen bis in die östlichsten Gebiete des Zarenreiches.

## Geschichte

Wappen der Stadt Tschernigow mit dem Adler

Der Beginn in Russland fällt in die Zeit, als die Turnierheraldik in Mitteleuropa bereits im Untergang war. Bereits 1497 wurde das russische Reichswappen eingeführt. Besonders im 18. Jahrhundert verbreitete sich der russische Stil im Wappenwesen. Ursache war die Reorganisation des Adels durch Peter I. 1722 richtete er ein Heroldsamt nach westlichem Vorbild ein. Wappen sollten nach den heraldischen Regeln geprüft werden. Der Adelsbrief wurde eingeführt und der Aufstieg in den Adelsstand möglich. Adelswappen sollten nach Rang gestuft, veröffentlicht und registriert werden, was aber ein misslungener Versuch war. Kennzeichnend war die Überladung und die beliebte Verschnörkelung der Wappen. Da die Heraldik nicht, wie in Westeuropa aus den Kampfschilden hervorging, wurden im Wesentlichen keine heraldischen Regeln beachtet. Einfache Schildteilungen fehlten, Wappentiere waren vorwiegend in natürlicher Gestalt, selten stilisiert und größtenteils nach heraldisch links gewandt dargestellt. Viele Dinge wurden nach Belieben hinter oder neben dem Wappenschild gestellt. Beispiele sind die Wappen des russischen Adels, die Soldaten als Schildhalter verliehen bekamen und diese als besondere Ehrenstücke ansahen. Der Heerführer Suworow (1730–1800) hatte die italienische Landkarte im Wappen. Die vom heiligen Großfürsten Michael von Tschernigow abstammenden Fürsten durften den sogenannten Tschernigowschen Adler führen. Die Wappenbeschreibung des Fürstentums Tschernigow, später  Gouvernement Tschernigow, beschreibt den Adler mit: Im silbernen Feld ein einköpfiger schwarzer gekrönter Adler in der linken Klaue ein großes schräg über ihm liegendes goldenes Kreuz haltend. Durch neue Gesetze um 1850 verbesserte sich das Wappenwesen. Das Reichswappen, es zeigte den dreifach goldgekrönten goldenen doppelköpfigen Adler, erhielt eine wesentliche Verbesserung.

## Russische Städteheraldik

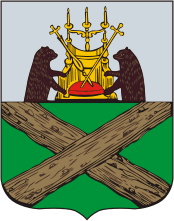
Wappen von Krestzy im Gouvernement Nowgorod

Die Vorschriften für die russische Städteheraldik regelte bereits ein Gesetz (Ukas) von 1785. Gefordert wurde von jeder Stadt, dass diese ein amtlich verliehenes Wappen führen musste. Dieses zeigte im oberen Teil das Wappen des Gouvernements, im unteren das eigentliche Stadtwappen. Ab 1859 wurde die Bedeutung der einzelnen Städte durch eine spezifische zugewiesene Krone über den Schilden geregelt. Diese Administration erinnert an die napoleonische Heraldik. Im Einzelnen war festgelegt:
- die Kaiserkrone führte nun Moskau und Petersburg,
- die Malteserkrone für Odessa,
- die Monomachoskappe für die Städte Kiew, Nowgorod, Smolensk, Wladimir,
- eine goldene Mauerkrone mit 5 Zinnen für Gouvernementhauptstädte und Städte mit über 50 000 Einwohnern,
- eine silberne Mauerkrone mit 3 Zinnen für Kreisstädte,
- eine rote Mauerkrone mit 3 Zinnen für übrige Städte,
- einen Adler über der Krone führten Festungen,
- ein Monogramm des regierenden Zaren in das Wappen durften Städte, die im Kampf gegen Angreifer sich standhaft geschlagen hatten, führen,
- der Turnierkragen hatte in der russischen Städteheraldik die Bedeutung, dass er die einstmalige Abhängigkeit von einer anderen Stadt ausdrückte.

## Sowjetische Heraldik

Wappen der UdSSR (1958–1991)

Durch die Oktoberrevolution war der Untergang des Zarenreiches besiegelt, und einige Jahre später entstand die Sowjetunion. Seit dieser Zeit wurde von der sowjetischen Heraldik gesprochen.
Sie umfasst einen kleinen besonderen Zeitabschnitt in der russischen Heraldik. Von 1918 bis in die 1990er-Jahre prägte sie das Wappen- und Fahnenbild in den Republiken der Sowjetunion, die über das heutige russische Staatsgebiet hinausgehen. Viele der historischen Stadtwappen wurden in dieser Periode unter politischen Gesichtspunkten stark verändert oder vollständig erneuert. Wappen adliger Familien wurden nicht geführt. Auch kirchliche Wappen waren unerwünscht.
Im Jahre 1918 wurde das Wappenwesen Russlands völlig neu gestaltet. Lenin bestätigte das erste Staatssiegel der Russischen Sozialistischen Föderativen Sowjetrepublik (RSFSR).

### Wappenbeschreibung
Das Wappen von 1918 zeigte innerhalb der kreisförmig angeordneten Aufschrift in russischer Sprache „Sozialistische Föderative Sowjetrepublik Russlands“ von Ähren umgeben einen länglichen Schild mit Hammer und Sichel, darunter ein Schriftfeld mit russischen Inschrift „Proletarier aller Länder vereinigt Euch“. Bereits am 30. Dezember 1922, nach der Proklamierung der Union der Sozialistischen Sowjetrepubliken, wurde das Wappen wiederum verändert. Nun war von einem roten Stern überhöhte, eine mit Hammer und Sichel belegte Erdkugel, die über einer aufgehenden Sonne schwebte. Umgeben war sie von goldenen, mit roten Spruchbändern umwundenen Weizenähren. Die Spruchbänder zeigten die Devise „Proletarier aller Länder vereinigt Euch“ in den Sprachen der einzelnen Sowjetrepubliken, unten in der Mitte stand die Devise in russischer Sprache. Hierzu gab es eine offizielle Erläuterung: „Sichel und Hammer verkörpern den unzerstörbaren Bund der Arbeiter und Bauern, die die kapitalistische Ordnung vernichtet und die sozialistische Gesellschaft aufgebaut haben; die Darstellung von Sichel und Hammer auf der Erdkugel symbolisieren aber, dass die Errungenschaften der Werktätigen der UdSSR auch von den Werktätigen der anderen Länder erlangt werden können“. Nach der russischen Sprachweise (Große Sowjetenzyklopädie) „spiegeln die sowjetischen Staatswappen eine neue sozialistische Ideologie wider, die dem neuen Staatstyp entspricht. Sie symbolisieren eine neue gesellschaftliche Situation. Die Darstellung von Sichel und Hammer in den sowjetischen Staatswappen zeigt die Embleme der friedlichen Arbeit und dass die Sowjetunion als ein Staat der Arbeiter und Bauern die Macht in die Hand der Werktätigen legt. Die unter der Erdkugel strahlende Sonne symbolisiert die helle Zukunft der Menschheit“. Die Spruchbänder im Wappen mehrten sich. Waren bereits 1924 sechs, 1936 waren es elf und ab Oktober 1945 16 Spruchbänder. Letztere waren in armenischer, aserbaidschanischer, estnischer, georgischer, karelofinnischer, kasachischer, kirgisischer, lettischer, litauischer, moldauischer, russischer, tadschikischer, turkmenischer, ukrainischer, usbekischer und weißrussischer Sprache. Durch Erlass des Präsidiums des Obersten Sowjets der UdSSR wurden 1946 die verschiedenen Fassungen des Wahlspruches revidiert und zu einer auf der kyrillischen Schrift aufgebauten Transkription übergegangen. Nach der Eingliederung der Karelofinnischen Republik in die RSFSR 1956 entfiel deren Bandschleife, so dass das Wappen der UdSSR dann noch fünfzehn Spruchbänder zeigte. Die einzelnen Sowjetrepubliken führten noch besondere, den nationalen Eigenheiten abgestimmte Wappen und Flaggen.
Das Staatswappen der Sowjetunion unterschied sich in Gestaltung und Symbolik grundlegend von dem des zaristischen Russland, auch insofern, als kein traditioneller Wappenschild Verwendung fand. Nach 1945 diente die sowjetische Heraldik als Vorbild für die realsozialistischen Staaten mit Ausnahme der Volksrepublik Polen  und der ČSSR, die älteren Traditionen folgten. Dies zeigt sich insbesondere in der Gestaltung der Staatswappen, zum Beispiel denen der Volksrepublik Bulgarien, der DDR oder der Mongolischen Volksrepublik.

### Sowjetische Städteheraldik

Wappen von Leningrad mit dem Heldenstern

Viele sowjetische Städte führten ihre historischen Wappen weiter, jedoch wurden Symbole der Monarchie oder der Religion entfernt oder ersetzt, zum Beispiel Kronen durch Hammer und Sichel. Die Wappenbesserung mit dem Heldenstern (Goldener Stern des Ordens Held der Sowjetunion im Wappen) kennzeichnet und ehrt Städte, die sich im Zweiten Weltkrieg ausgezeichnet hatten. Sowjetische Heldenstädte waren zum Beispiel Brest, Kertsch, Kiew, Leningrad (Petersburg), Minsk, Moskau, Murmansk, Noworossijsk, Odessa, Tula, Wolgograd und Woronesch. 